# Guerra entre la Confederación Argentina y el Estado de Buenos Aires
La guerra entre la Confederación Argentina y el Estado de Buenos Aires es el conjunto de enfrentamientos ocurridos, como parte de las prolongadas guerras civiles argentinas, entre 1852 y 1862, período durante el cual los hechos más relevantes correspondieron al enfrentamiento entre la Confederación Argentina y el Estado de Buenos Aires, separado temporariamente de aquélla. Tuvo como resultado la reunificación de la Argentina en un solo Estado federal, al menos desde un punto de vista formal.
La Batalla de Caseros, de 1852, significó un punto de inflexión en la historia argentina: la caída del gobierno de Juan Manuel de Rosas dejaba abierto el camino para la organización constitucional del país. Pero la división en partidos que había dominado el período anterior seguía presente, y los partidos que habían ayudado en la victoria esperaban dirigir el proceso: los federales se apoyaban en el prestigio y el poder militar y económico del vencedor, general Justo José de Urquiza, para sancionar una constitución enteramente federal. Por su lado, los unitarios y muchos de los dirigentes de Buenos Aires querían una constitución unitaria, o al menos que consagrara el predominio de esa provincia.
Urquiza se adelantó y, por medio del Acuerdo de San Nicolás, invitó a las provincias a la formación de un Congreso Constituyente en Santa Fe, que terminaría sancionando la Constitución de 1853.

## La rebelión porteña

### Revolución del 11 de septiembre
La Sala de Representantes porteña rechazó el Acuerdo de San Nicolás, ya que se oponían a cualquier organización nacional que no fuera controlada por Buenos Aires. El Acuerdo establecía que cada provincia estaría representada por dos diputados, lo que atentaba contra el predominio que hubieran alcanzado los porteños en caso de aplicarse una representación proporcional, y que no habían dudado en aplicar reiteradamente durante la época de la independencia y en el Congreso General de 1824.
La legislatura porteña se apoyó en el hecho de que el gobernador Vicente López y Planes no había solicitado autorización para firmar el Acuerdo, y agregó que los poderes concedidos a Urquiza eran excesivos, y exigió a los diputados ya elegidos que regresasen a Buenos Aires. Urquiza reaccionó con rapidez: disolvió la Sala, cerró los periódicos opositores y deportó a Bartolomé Mitre, Alsina y varios dirigentes más. De inmediato ocupó la gobernación; fue la primera intervención federal de la historia argentina.
La oposición quedó desarticulada. Pero, cuando en septiembre Urquiza abandonó la ciudad, estalló la revolución del 11 de septiembre de 1852. El gobernador delegado, José Miguel Galán, debió abandonar precipitadamente la provincia. La legislatura disuelta se reunió y eligió gobernador a Valentín Alsina.
Los porteños organizaron dos ejércitos: uno se estableció en San Nicolás, al mando del general Paz. Éste solicitó permiso para viajar al interior a tratar con los demás gobernadores. Ante la negativa santafesina y cordobesa, organizó una invasión a Santa Fe. Pero, apenas comenzadas las operaciones, llegó la noticia del sitio de Buenos Aires por las tropas del general Hilario Lagos; por orden del gobierno porteño, sus tropas fueron transportadas a Buenos Aires, y el propio Paz fue dejado de lado, marcando el final de su carrera militar.
El otro ejército invadió la provincia de Entre Ríos dividido en dos cuerpos, uno al mando de Juan Madariaga y el otro de Manuel Hornos. Pero la doble invasión fue derrotada por los entrerrianos y debieron retroceder hacia Buenos Aires.

### El sitio de Buenos Aires
La mayor parte de los oficiales de campaña de Buenos Aires, excolaboradores de Rosas, se rebelaron a fines de noviembre contra el gobierno porteño dominado por los unitarios. Los coroneles Hilario Lagos, Ramón Bustos, José María Flores y Jerónimo Costa atacaron la capital, siendo rechazados. A continuación pusieron sitio a la ciudad. Poco después, el coronel Pedro Rosas y Belgrano intentó sublevar el interior de la provincia en favor de los unitarios, pero fue derrotado en la batalla de San Gregorio. Lagos, Flores y Costa fueron ascendidos a generales, y Urquiza se unió al sitio de Buenos Aires.
Por esos mismos días comenzaba a sesionar la Convención Constituyente de Santa Fe.
Pero la prolongación del sitio hizo caer gradualmente la moral de los soldados y a mediados del año siguiente el general Flores se retiró con parte de las tropas. Aunque la pequeña flota de Urquiza logró bloquear la ciudad, su comandante John Halstead Coe fue sobornado para entregar la escuadra a los porteños. De modo que Urquiza levantó el sitio en junio de 1853 y se retiró a Rosario.
Desde entonces, el Estado de Buenos Aires permaneció separado de la Confederación Argentina, sancionando su propia constitución, y dejando abierta la posibilidad para una independencia definitiva.

### Guerra civil en el norte
Varios gobernadores federales habían sido derrocados en los días posteriores a Caseros. De regreso de San Nicolás, el tucumano Celedonio Gutiérrez esquivó el intento de Antonino Taboada de asesinarlo y logró reunir una pequeña fuerza, con la que intentó recuperar el gobierno, pero fue derrotado. Se retiró a Catamarca. Desde allí organizó una revolución contra el gobernador unitario Manuel Espinosa, que fue derrocado en enero de 1853. Gutiérrez regresó a su provincia y volvió a ocupar el cargo de gobernador.
Antonino Taboada invadió Tucumán para reponer a Espinosa, pero Gutiérrez logró vencerlo en el combate de Arroyo del Rey, en febrero de 1853, en que además murió Espinosa.
Derrotada la opción militar formal, Taboada apoyó y organizó varias partidas de bandoleros para que hostigaran permanentemente a Gutiérrez. De ellas formaba parte el cura de Monteros, José María del Campo. Mientras tanto, animado por el éxito de Gutiérrez, José Manuel Saravia –otro gobernador recientemente depuesto– intentó regresar a Salta, pero fue vencido por el coronel Aniceto Latorre.
En octubre, Gutiérrez invadió Santiago del Estero y ocupó la capital sin encontrar resistencia. Pero a sus espaldas, Taboada había ocupado San Miguel de Tucumán, nombrando gobernador al cura Del Campo. De modo que Gutiérrez debió retroceder hacia su provincia; de camino fue derrotado por los unitarios en el combate de Río Hondo y poco después, el coronel unitario Anselmo Rojo, derrotó en la batalla de Tacanitas a los aliados de Gutiérrez. De todos modos, Gutiérrez logró ocupar la capital tucumana, mientras Campo ocupaba el sur de la provincia.
Gutiérrez pidió la mediación de Urquiza, pero este había delegado el gobierno en el unitario Salvador María del Carril, que envió una embajada a ayudar a Campo. De modo que Campo y Taboada atacaron a Gutiérrez el día de Navidad de ese año de 1853, derrotándolo. Gutiérrez se exilió en Bolivia y Del Campo ocupó el gobierno, persiguiendo a los federales con prisiones y ejecuciones.
Como resultado de esta guerra, ni Santiago del Estero ni Tucumán participaron en las elecciones para presidente ese año.
Desde entonces, Manuel Taboada dirigió en el noroeste argentino una alianza de gobiernos "liberales" en Tucumán, Salta y Santiago, sin dejar que ninguno se destacara como para hacerles sombra. Como un ejemplo de los conflictos entre liberales que fomentaba Taboada, el cura Campo y los miembros de la familia Posse dirigieron en junio de 1856 una revolución contra el nuevo gobernador Anselmo Rojo, que fracasó. Estos gobiernos fueron opositores al gobierno de Urquiza y aliados del gobierno de Buenos Aires.

### Revueltas en Corrientes
En Corrientes, el gobernador Pujol debió enfrentar diversas rebeliones en su contra: en febrero de 1853, una revolución dirigida por José Antonio Virasoro, que fracasó cuando estaba por darse una batalla decisiva. El encargado de derrotarla fue el comandante de armas, el general Nicanor Cáceres, el mismo que había elevado a Pujol al gobierno.
Pujol desplazó a Cáceres de su puesto, por lo que el caudillo se levantó contra él en junio, aunque terminó rindiéndose a Pujol y retirándose a Entre Ríos. Una breve revolución liberal fue vencida sin lucha en noviembre de ese año.
Cáceres regresó a la provincia en agosto de 1854, pero no llegó a reunir a sus hombres y fue arrestado y enviado a Entre Ríos. Desde allí volvió en febrero de 1855, y ocupó varios pueblos del sur de la provincia. Una campaña dirigida por el propio gobernador lo derrotó una vez más en dos combates en Esquina y Goya. Cáceres huyó nuevamente, y Urquiza lo hizo arrestar.

### Invasiones federales en Buenos Aires
La mayor parte de los federales porteños, en particular los comprometidos con el sitio de Lagos, emigraron a Paraná, Rosario o Montevideo. Desde allí planearon regresar por medio de una invasión. El primer intento lo dirigió Lagos, en enero de 1854, esperando que las fuerzas de campaña se pasaran a su ejército; debió evacuar la provincia a los pocos días.
En noviembre de ese mismo año, el general Costa avanzó desde Rosario al frente de 600 hombres. Pero Manuel Hornos le salió al encuentro y lo derrotó en la batalla de El Tala, obligándolo a retirarse.
En diciembre de 1855 hubo un nuevo intento, más elaborado: el general José María Flores desembarcó en Ensenada, mientras Costa lo hacía cerca de Zárate, con menos de 200 hombres. El gobernador Pastor Obligado dictó la pena de muerte para todos los oficiales implicados en esa invasión – declarándolos bandidos, para no tener que respetarlos como a enemigos – y ordenó su fusilamiento sin juicio.
Flores avanzó hacia el interior de la provincia, pero debió retirarse a Santa Fe. Insólitamente, Costa avanzó hacia Buenos Aires con sus escasas tropas. El 31 de enero de 1856 fue derrotado por Emilio Conesa en el combate de Villamayor, cerca de San Justo. La mayor parte de los soldados fueron muertos cuando se rendían, y los oficiales fueron fusilados dos días más tarde.
Pese al reclamo de los federales por venganza, la matanza de Villamayor obligó a Urquiza a ser más prudente en el control de sus aliados porteños. Buenos Aires y la Confederación conservaron la paz por unos años.

## Segunda batalla de Cepeda

### Desórdenes en Cuyo
La paz tan sangrientamente alcanzada a raíz de la masacre de Villamayor, a principios de 1856, no duró mucho. Los primeros desórdenes ocurrieron en La Rioja, donde el general Ángel Vicente Peñaloza, alias el "Chacho", depuso al gobernador Gordillo, reemplazándolo por Manuel Vicente Bustos. Este nombró comandante de armas de la provincia al general Peñaloza.

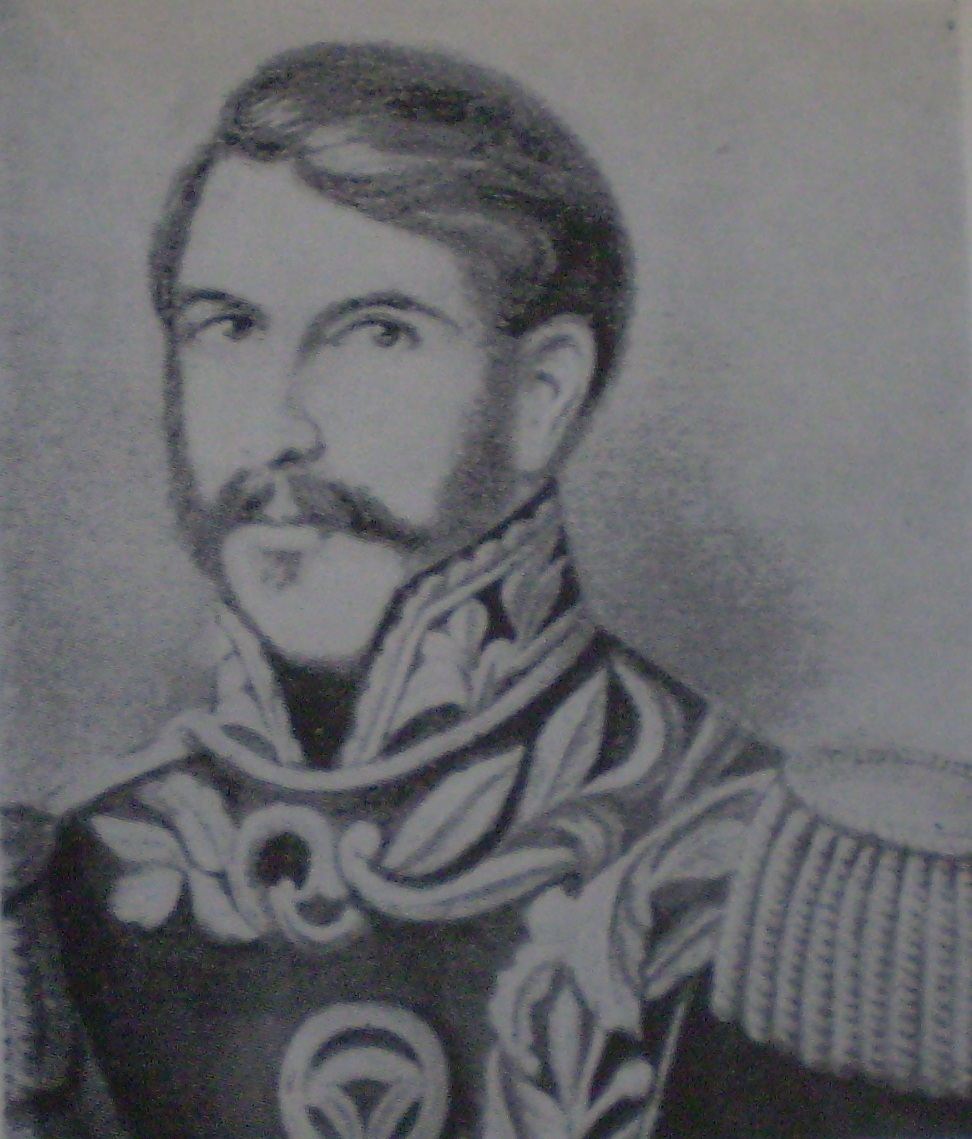
Nazario Benavídez.

En marzo de ese año estalló en San Juan una revolución federal, por la que el general Nazario Benavídez fue repuesto en el gobierno al que había renunciado el año anterior. El presidente Urquiza envió a la provincia una intervención federal, en la persona del doctor Nicanor Molinas, miembro electo de la Suprema Corte de Justicia. Este permitió a Benavídez ejercer como gobernador provisorio, pero ordenó una elección de gobernador titular. Para ese cargo fue elegido Manuel José Gómez Rufino, un unitario.
Benavídez seguía siendo el comandante de la división del Oeste del Ejército de la Confederación, y tenía mando de tropas y armas en su poder. Una pequeña división riojana, enviada por el Chacho Peñaloza, ocupó algunas poblaciones del este de San Juan, para presionar a Gómez Rufino. Este acusó a Benavídez de organizar una revolución en su contra y lo hizo arrestar en septiembre de 1858. Pese a las exigencias de Urquiza de que fuera liberado, Benavídez permaneció preso con una barra de grillos; sus amigos intentaron liberarlo la noche del 22 de octubre, pero el oficial jefe de la guerdia lo asesinó. Su muerte fue festejada en público, tanto en San Juan como en Buenos Aires.
La provincia de San Juan fue intervenida, y al frente de la intervención fueron nombrados tres funcionarios nacionales: Santiago Derqui, Baldomero García y el general José Miguel Galán; al mando de las tropas de la provincia fue puesto el coronel José Antonio Virasoro. Este fue elegido gobernador, y en el cargo de comandante de la División Oeste del ejército fue nombrado Peñaloza.
En febrero del año siguiente, el gobernador mendocino Juan Cornelio Moyano, unitario, fue depuesto por la legislatura. Moyano se negó a entregar el mando, pero murió en el cargo unos días más tarde. Los legisladores unitarios eligieron para sucederle a Federico Maza, mientras los legisladores federales abandonan la capital de la provincia, refugiándose junto a los coroneles Juan de Dios Videla y Laureano Nazar.
Antes de que Maza pudiera acabar con sus enemigos, llegó el interventor federal nombrado por el presidente Urquiza, general Pascual Echagüe, que se hizo cargo de la gobernación, que ejerció hasta agosto. Una breve revuelta en apoyo de Maza fue aplastada por Videla. En agosto, era electo gobernador Laureano Nazar.

### La masacre de Quinteros
En el Uruguay, el fin de la Guerra Grande había dejado una situación política muy inestable. Tras el gobierno de Juan Francisco Giró, del Partido Blanco, una revolución había llevado al poder al general Venancio Flores, del Partido Colorado. Su administración tropezó con sucesivas intromisiones del Brasil, hasta que se vio obligado a renunciar. Su sucesor fue Gabriel Antonio Pereira, del Partido Colorado, pero con mejores relaciones en el Partido Blanco que en el propio; de hecho, fundó un efímero Partido Fusionista, al que se opuso el sector conservador del Partido Colorado, liderado por Flores.
Flores y varios de sus colaboradores se exiliaron en el Estado de Buenos Aires, donde los militares prestaron servicio en la guerra contra los indígenas. Entre ellos estaba el general César Díaz, que dirigió una conspiración contra el gobierno de su país.
En diciembre de 1857, varios grupos de Colorados se rebelaron en distintos puntos de la campaña uruguaya. El 6 de enero del año siguiente desembarcó en Montevideo César Díaz; intentó copar la capital, pero fue obligado a retirarse al interior. El 16 de enero fue alcanzado en Cagancha por el coronel Lucas Moreno; la batalla quedó indecisa. Pero Díaz no pudo resistir el ataque del general Anacleto Medina – el antiguo oficial de Francisco Ramírez – y se vio obligado a rendirse en el Paso de Quinteros, sobre el río Negro, con garantía de sus vidas.
Pero el presidente Pereira ordenó ejecutar a los oficiales rendidos, orden que Medina cumplió el 1 de febrero: las fuentes favorables a los Colorados citan 152 fusilados. Esa fue la Hecatombe de Quinteros.
Los oficiales que lograron salvarse de la matanza se refugiaron en Entre Ríos, de donde el presidente Urquiza se negó a enviarlos a su país para ser ejecutados. Pero los Colorados clamaban venganza, y como Urquiza se negara a apoyarlos, huyeron a Buenos Aires. El gobierno porteño, olvidando la matanza de Villamayor, consideró que los Blancos – y por simpatía los federales – merecían ser castigados por sus crímenes. Estos hechos tendrían mucha importancia en las siguientes guerras civiles en la Argentina, pero aún más en el Uruguay.

### El camino hacia un nuevo enfrentamiento
Después de los varios fracasados intentos de invasión al Estado de Buenos Aires desde la Confederación, Urquiza intentó repetidamente convencer a los porteños de negociar su incorporación; pero los sucesivos gobiernos porteños se negaron por completo. Tampoco resultó el intento de apoyar a un candidato federal a gobernador, ya que la fuerza económica de los unitarios y la violencia en las elecciones aseguraron la victoria unitario Valentín Alsina, que asumió el gobierno provincial en 1857.
La Confederación tenía serios problemas económicos: el comercio exterior seguía pasando casi exclusivamente por la aduana de Buenos Aires, la mayor fuente de ingresos fiscales del país. El enfrentamiento era por posiciones ideológicas, pero sobre todo por el predominio político y económico, y el derecho de cada parte a imponer su política económica a la otra.
Frente a la provocación en San Juan, el Congreso de la Confederación dictó una ley, autorizando al presidente Urquiza a usar la fuerza para obligar a Buenos Aires a reincorporarse a la misma. El gobierno de Buenos Aires la interpretó como una formal declaración de la guerra. De modo que ambos bandos se armaron apresuradamente: el jefe del ejército porteño, coronel Bartolomé Mitre, marchó a invadir la provincia de Santa Fe, mientras los buques de guerra porteños bloqueaban el puerto de Paraná, capital de la Confederación.
A pesar de varios intentos de mediación de diplomáticos extranjeros, ni Alsina ni Mitre aceptaban otra cosa que la renuncia de Urquiza. Este había perdido la paciencia y estaba decidido a la guerra que había evitado por seis años. A mediados de octubre, la escuadra nacional forzó el paso de la isla Martín García tras un breve combate naval, y apareció frente a Buenos Aires. La guerra había comenzado.

### La batalla
El ejército de la Confederación, contaba con 14 000 hombres, además de algunas divisiones de guerreros indígenas. El ejército porteño era más pequeño – contaba con 9000 hombres – pero era más fuerte en infantería y artillería.
El 23 de octubre tuvo lugar la batalla de Cepeda, en la que la caballería federal logró prevalecer; cuando la infantería de la Confederación logró desplazar a la porteña, la batalla quedó decidida: Mitre perdió 100 hombres, 2000 prisioneros y 20 cañones. Los nacionales habían tenido más muertos, pero habían dejado al enemigo sin caballería.
Mitre inició la retirada en medio de la noche, adoptando una defensa eficaz, y llegó dos días más tarde a San Nicolás de los Arroyos con sólo 2000 hombres. Dos días más tarde, embarcados en los buques de su armada, los porteños iniciaron la retirada hacia Buenos Aires. Al llegar a la ciudad, Mitre anunció pomposamente que llegaba con sus "legiones intactas", lo cual era sencillamente falso.
Los indios aliados de Urquiza presionaron sobre las fronteras, y efímeramente lograron controlar algunos pueblos importantes, pero en definitiva fueron derrotados.

### El Pacto de San José de Flores
Urquiza avanzó sobre la ciudad; pero no entró en ella por la fuerza, sino que acampó en el pueblo de San José de Flores y presionó al gobierno porteño a aceptar la paz. Sólo después de la renuncia de Alsina y la mediación del hijo de presidente paraguayo – y futuro presidente – Francisco Solano López, se firmó el Pacto de San José de Flores o de Unión Nacional. Por este, provincia de Buenos Aires se reincorporaba de derecho a la República Argentina.
De acuerdo con lo convenido en el Pacto, el gobierno porteño reunió una convención provincial que propuso reformas a la Constitución, que fueron rápidamente aceptadas por la Convención Nacional. En la práctica, la reforma garantizaba a Buenos Aires la continuidad de las rentas de su aduana por seis años y cierto control económico sobre el resto del país. Además, algunas de sus instituciones, como el Banco de la Provincia de Buenos Aires, quedaban perpetuamente libres de impuestos nacionales.
Muchos observadores pensaron que los porteños iban a buscar cualquier excusa para no reincorporarse a la República, a menos que pudieran asegurarse el control real sobre todo el país. Por ejemplo, el coronel Ricardo López Jordán, según el cual Urquiza "había llegado a Buenos Aires como vencedor, y negociado como derrotado".

## Pavón

### Guerra civil en Cuyo
En San Juan, el gobierno de Virasoro no era popular; no tenía apoyo entre los federales, por tratarse de un forastero, ni mucho menos de los unitarios. Como los porteños acusaran a Derqui de promover el despotismo en San Juan, y como Sarmiento llamaba abiertamente a la revolución y el magnicidio, el presidente Derqui acordó con Mitre y Urquiza enviar un mensaje a Virasoro, pidiéndole la renuncia a la gobernación.
Pero ese mismo día, 16 de noviembre de 1860, un grupo de oficiales y dirigentes unitarios lo atacó en su casa: el gobernador ensayó una débil defensa, pero fue asesinado. También murieron un hermano, un cuñado, varios oficiales y algunos funcionarios. Los liberales porteños, y sobre todo Sarmiento, festejaron este segundo crimen, y pronto hubo sospechas de que los revolucionarios habían sido financiados desde Buenos Aires. Asumió el mando la legislatura que había acompañado a Gómez – que había sido disuelta por la intervención, reemplazada por otra de extracción federal – que eligió gobernador interino a Francisco Coll, y un mes más tarde al líder del partido "liberal" sanjuanino, Antonino Aberastain, como titular.
El presidente Santiago Derqui decretó la intervención federal a la provincia, nombrando para el cargo al gobernador de la provincia de San Luis, coronel Juan Saá, acompañado, a pedido de Mitre, del coronel Emilio Conesa y el general Wenceslao Paunero. Saá exigió la entrega de los asesinos de Virasoro y la reunión de la legislatura federal, pero Aberastain, apoyado por Conesa y Paunero, se negó. Entonces Saá expulsó a los oficiales porteños y reunió un ejército de unos 1500 hombres – la caballería era de San Luis, y la infantería de Mendoza, además de algunos voluntarios sanjuaninos – con la que invadió la provincia rebelde, exigiendo la entrega del gobierno.
Aberastain organizó apresuradamente un pequeño ejército con el que salió a enfrentar a Saá. Pese a la desesperación con la que pelearon, los liberales sanjuaninos fueron completamente derrotados en la batalla de Rinconada del Pocito, el 11 de enero de 1861.
Aberastain fue tomado prisionero junto a sus oficiales; el coronel Francisco Clavero, encargado de los prisioneros, temió una sublevación de éstos, y ordenó al oficial que mandaba la guardia que extremase las precauciones. Al día siguiente de la batalla, este oficial solucionó la posible fuga de los prisioneros fusilando a Aberastain.
El gobierno sanjuanino fue asumido por el coronel federal Francisco D. Díaz.

### El fracaso del Pacto de San José de Flores
Los federales más escépticos habían pronosticado que los porteños no iban a reincorporarse a la Argentina sin asegurarse su control del país. Efectivamente, el gobierno porteño se aseguró una serie de alianzas con algunos gobernadores del interior, intrigó entre Urquiza y su sucesor Santiago Derqui, se fortaleció económica y militarmente, y finalmente rechazó su incorporación al resto del país.
Para ello utilizaron dos excusas: en primer lugar, eligieron a sus diputados nacionales según la ley provincial, y no según la ley electoral nacional, casi como una provocación. Como era de esperarse, los diputados fueron rechazados por el Congreso; el gobierno porteño se negó a llamar a nuevas elecciones y retiró también los diputados.
La segunda excusa fue la represión de los revolucionarios sanjuaninos: los dirigentes porteños, que habían considerado como actos patrióticos los asesinatos de Benavídez y Virasoro, acusaron a Saá, y por su intermedio a Derqui, de llevar adelante una política criminal. De hecho, desconocieron toda autoridad legal y moral al gobierno nacional.

### Intervención federal en Córdoba
En Córdoba era gobernador desde 1858 Mariano Fragueiro, un liberal aliado a los unitarios. No tenía especialmente relaciones con los porteños, pero había sido candidato a gobernador en las elecciones de 1860 por el partido liberal, que había sido derrotado. En esa campaña, persiguió con cárcel y violencias a sus adversarios, lo que llevó al partido opositor – llamado en Córdoba los "rusos" – a apoyarse en Derqui para defenderse del gobernador.
A principios de 1860, delegó el gobierno en Félix de la Peña y salió a recorrer la provincia; en su ausencia estalló una revuelta del partido "ruso", que fue fácilmente derrotada. Pero los partidarios de la revolución tomaron preso al gobernador; al saber de su derrota, lo llevaron hacia el norte, abandonándolo en el monte. Agobiado por su derrota electoral y por la humillación de su secuestro, dejó en el mando a De la Peña por algunos meses, hasta que en julio de ese año renunció a la gobernación. De la Peña asumió el mando como titular, y se dedicó a enfrentar a Derqui, aliándose al gobierno porteño.
Después de su campaña a San Juan, el general Saá se vio obligado a retroceder hacia su provincia, San Luis, debido a una revuelta unitaria dirigida por el coronel José Iseas, jefe de la frontera. Este fue vencido casi sin lucha, y debió abandonar San Luis, refugiándose en Córdoba.
De la Peña ayudó a Iseas a lanzar una campaña contra el gobernador Saá, y cuando fracasó en este intento, a organizar partidas de ladrones de ganado, que tenían en continua alerta al interior de la provincia.
Derqui decidió que no podía tener un enemigo a sus espaldas cuando estaba por enfrentar a Buenos Aires; decretó la intervención federal de Córdoba, pero no nombró un interventor: él mismo se trasladó a Córdoba y asumió el mando provincial. Allí organizó un poderoso cuerpo de infantería para la guerra con Buenos Aires, y unas semanas más tarde abandonó la ciudad al frente de ese ejército para instalarse en Rosario. Dejó como gobernador de Córdoba al federal Fernando Allende.

### Batalla de Pavón
Derqui se trasladó a Rosario, donde entregó la infantería reunida en Córdoba a Urquiza, que le sumó un gran contingente de entrerrianos y correntinos, fuerzas de la provincia de Santa Fe y emigrados porteños, unos 9000 hombres, la gran mayoría de los cuales eran de caballería.
En total, el ejército nacional estaba formado por 17 000 hombres. El ejército porteño estaba compuesto por 22 000 hombres, contando además con una importante superioridad en infantería y artillería.
Mitre avanzó casi hasta el norte de su provincia e invadió Santa Fe. Ambas fuerzas chocaron en Pavón, provincia de Santa Fe, donde Urquiza dispuso sus tropas en una posición defensiva, con la caballería en las alas. Él mismo se puso al mando del ala derecha.
Mitre atacó con su infantería, siendo rechazado en un primer momento por la artillería confederal. Simultáneamente, ambas alas del ejército federal atacaron a la caballería porteña, obligándola a desbandarse. Urquiza regresó a su posición, mientras la caballería de la izquierda, mandada por Juan Saá y Ricardo López Jordán, perseguía a larga distancia a los porteños.
La infantería porteña se rehízo y volvió a atacar, desplazando a sus enemigos de su frente – aunque este se reorganizó a cierta distancia. Urquiza, que no tenía noticias de su ala izquierda, decidió no enviar a la reserva a combatir, y se retiró del campo de batalla, junto a su caballería y su reserva. Marchó hacia San Lorenzo, y cruzó el Paraná hacia su provincia, llevándose las divisiones entrerrianas y correntinas.
No obstante, el ejército de Mitre se vio obligado a retirarse hacia San Nicolás de los Arroyos, hostigado por la caballería de Saá, de López Jordán y de los emigrados porteños.
Si bien se han intentado varias explicaciones para esta retirada, ninguna es satisfactoria. Las más difundidas son las que la atribuyen a una enfermedad renal de Urquiza, y la que sostiene que este desconfiaba del presidente Derqui y temía una traición.

### Después de Pavón

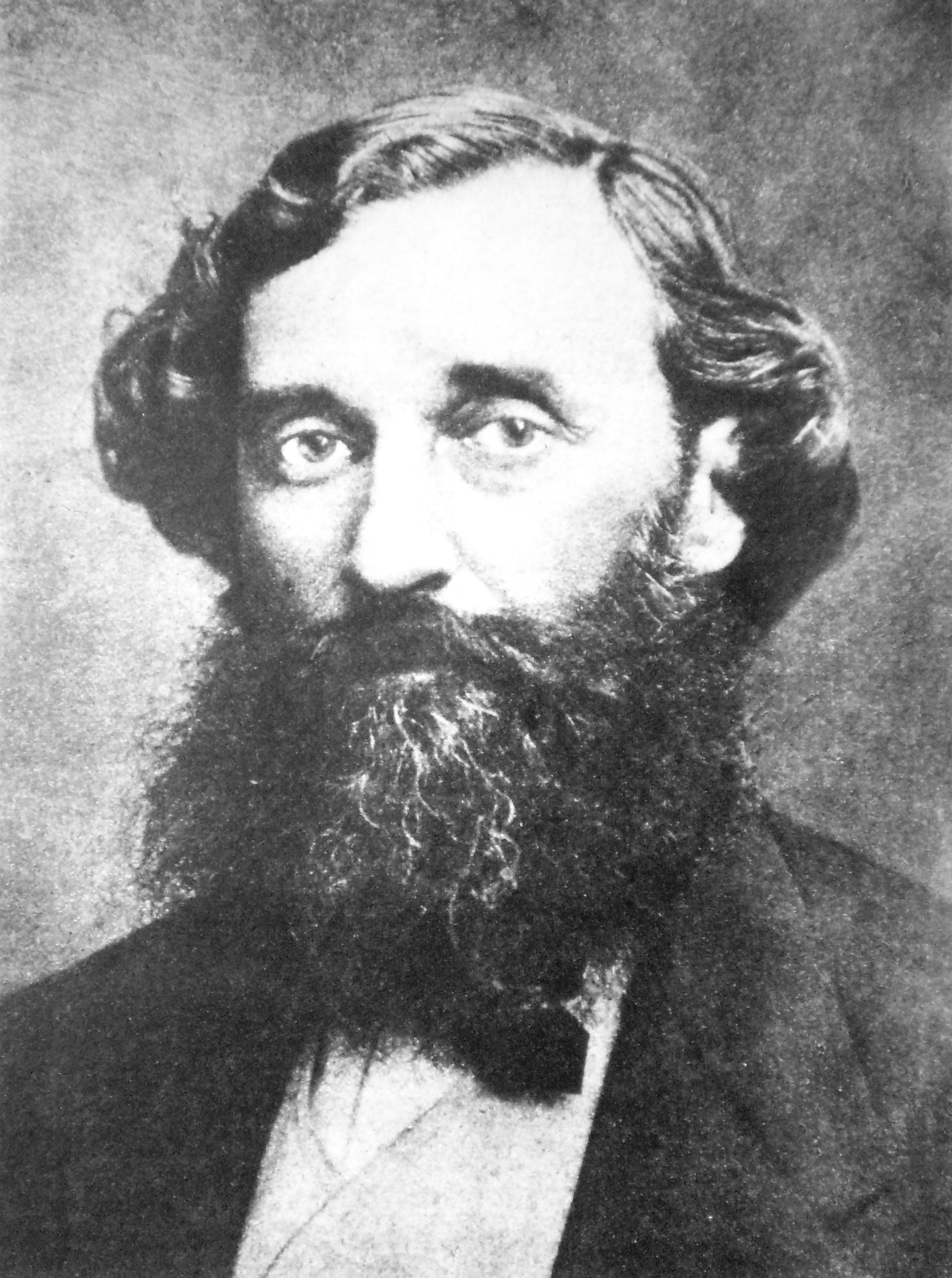
Bartolomé Mitre.

Sólo después de algunas semanas, Mitre decidió avanzar. Abandonado por Urquiza, que se negó absolutamente a regresar al campo de batalla y hasta retiró la artillería de Santa Fe hacia su provincia, Derqui se encontró en un caos en que era imposible gobernar. Intentó negociar con Mitre, pero este exigió su renuncia y la disolución del gobierno nacional.
Derqui renunció al gobierno y se exilió en Montevideo, de modo que la presidencia fue asumida por el vicepresidente Pedernera. Casi al mismo tiempo, Mitre ocupó Rosario y se apoderó de los fondos de su aduana, con los que financiaría la subsiguiente invasión del interior.
El ejército porteño, al mando del exdictador uruguayo Venancio Flores, atacó a la caballería federal que quedaba en la batalla de Cañada de Gómez, que fue una masacre de soldados de caballería, muchos de ellos indefensos, a manos de la infantería porteña. Poco después, el gobernador santafesino, Pascual Rosas, presentó su renuncia, siendo reemplazado por un unitario que hizo elegir – proscripción de los federales mediante – al unitario Domingo Crespo.
Urquiza no sólo no se movió en defensa de su gobierno, sino que declaró que su provincia reasumía su soberanía, lo que equivalía a negarle toda autoridad al gobierno nacional, desmanteló la flota nacional, entregándosela al gobierno provincial porteño, recuperó para su provincia la ciudad de Paraná, hasta entonces capital federal, y encargó el gobierno nacional interino al mismo Mitre. El 12 de diciembre, Pedernera declaró disuelto el gobierno nacional.
En Corrientes, la noticia de Pavón alentó al partido liberal, que estaba en la oposición, a levantarse contra el gobierno del federal José María Rolón. El gobernador envió contra los sublevados un pequeño ejército, al mando del coronel Cayetano Virasoro, que fue derrotado en Goya, en un combate sin mayor importancia. Pero Rolón, dándose cuenta de que la guerra iba para largo, renunció el 8 de diciembre para evitar más derramamientos de sangre. Virasoro renunció también, y sus fuerzas se rindieron al coronel Reguera en la Cañada de Moreno.
El gobierno correntino fue ocupado por el liberal José Pampín, que llamó en su ayuda al general Cáceres. Pero los jefes militares, como los coroneles Acuña e Insaurralde, se negaron a sometérseles. Cáceres los derrotó con ayuda del general Ramírez en un combate en Curuzú Cuatiá, en agosto de 1862.

### Invasión a Córdoba
En la ciudad de Córdoba, las milicias locales habían sido movilizadas para la batalla de Pavón, excepto las que se identificaban con el partido liberal. Fueron éstas, justamente, quienes derrocaron al gobernador Allende, reemplazándolo por el liberal Román. Las fuerzas federales enviadas para reponer a este, mandadas por Francisco Clavero, fueron derrotadas por el comandante Manuel José Olascoaga.
Poco después, la provincia era invadida por el ejército porteño mandado por el general Wenceslao Paunero, que llevaba de jefe político a Marcos Paz. Al llegar a Córdoba, se encontraron a los liberales divididos en dos bandos antagónicos, de modo que Paz – que no era cordobés – ocupó el gobierno por decisión de Paunero.
Como los conflictos internos no cesaran, y Paz siguió camino hacia el norte, el mismo Paunero terminó asumiendo el gobierno. Se dedicó a enviar expediciones a las provincias vecinas: a San Luis y Mendoza envió a Sarmiento, que derrocó a los gobiernos de ambas provincias y enseguida al de San Juan, asumiendo el gobierno en su provincia. A La Rioja envió al coronel Echegaray, y a Catamarca al coronel José Miguel Arredondo.
En marzo, Paunero organizó elecciones, con la intención de hacerse elegir gobernador titular; pero los liberales autonomistas lo vencieron, eligiendo en su lugar a Justiniano Posse.

### Cuyo después de Pavón
El general Saá intentó organizar la resistencia en San Luis, pero la defección del coronel Manuel Baigorria y de sus aliados ranqueles, por un lado, y la revolución liberal en Córdoba, lo dejaron sin apoyos en esa provincia. Algunos jefes liberales de San Luis, sobre todo el coronel Iseas y el comandante Loyola, comenzaron a organizar una rebelión. Cuando el coronel Ignacio Rivas inició su marcha desde Córdoba al frente de 2000 hombres, Saá abandonó el gobierno, entregándolo a Justo Daract y emigró a Chile.
En Mendoza, el gobernador Laureano Nazar debió enfrentar una temprana revolución, dirigida por el coronel Vila, a quien derrotó fácilmente. El jefe revolucionario resultó muerto, pero la dureza con que Nazar trató a los vencidos alarmó a algunos federales, que pensaban conservar el poder por medio de buenas relaciones con los porteños. Uno de ellos, el coronel Juan de Dios Videla, lo derrocó a mediados de diciembre. Pero Rivas exigió su renuncia, y Videla huyó a Chile. El jefe porteño nombró gobernador a uno de los pocos liberales que encontró, Luis Molina, que asumió el 2 de enero.
Sin esperar a los porteños, el gobernador sanjuanino Díaz renunció al mando. Este fue asumido interinamente por Ruperto Godoy, el cual reunió a la legislatura unitaria que había elegido a Aberastain, mientras Rivas avanzaba hacia San Juan. Pero su segundo jefe se le adelantó y llegó a la provincia el primer día de 1862, haciéndose elegir titular dos días más tarde: era el coronel Domingo Faustino Sarmiento.
Hasta entonces, salvo una breve resistencia en Mendoza, la ocupación de Cuyo no había sido violenta, aunque los gobiernos democráticamente electos fueron reemplazados por otros surgidos de las bayonetas porteñas.

## Guerra civil en el Interior (1860-1864)

### Santiago y Tucumán
A raíz de la batalla de Cepeda, el gobernador santiagueño Pedro Ramón Alcorta intentó independizarse de la influencia de los hermanos Taboada, que lo habían llevado al gobierno: se negó a nombrar ministro a Manuel Taboada, reemplazó a don Antonino de la comandancia de armas y ganó las elecciones legislativas con candidatos propios, logrando reunir una legislatura adicta. Pero los Taboada reunieron a los milicianos leales y derrotaron fácilmente la pequeña fuerza que les pudo oponer Alcorta en el combate de Maco. Alcorta huyó a Tucumán y pidió la intervención federal, pero ni Urquiza ni su sucesor Derqui mostraron mucho apuro por resolver la cuestión. Mientras tanto, la minoría de la legislatura nombró gobernador a Pedro Gallo.

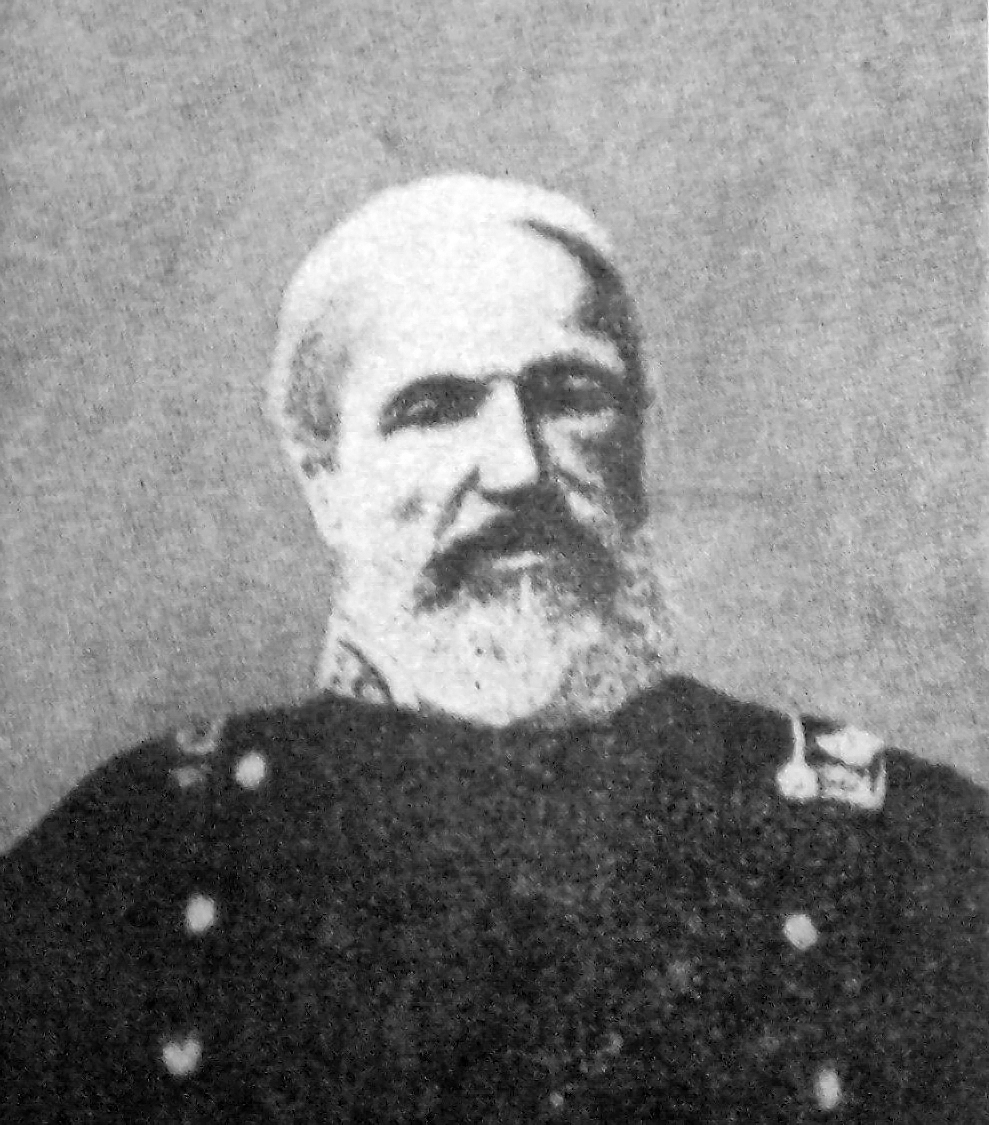
General Octaviano Navarro.

Tras una infructuosa intervención federal encargada al gobernador tucumano Salustiano Zavalía, el presidente Derqui ordenó la intervención del general Octaviano Navarro, que a su vez obligó a Zavalía a ayudarlo. Pero el cura Del Campo lo derrocó, colocando en su lugar a Benjamín Villafañe, un unitario de larga data.
En 1861, cuando estaba por tener lugar la batalla de Pavón, Navarro invadió Tucumán con 4000 hombres y, con el apoyo del coronel salteño Aniceto Latorre, y del ex caudillo tucumano Celedonio Gutiérrez, derrotó a Del Campo que tenía 2000 soldados en la batalla del Manantial (4 de octubre). Con la noticia de la victoria federal en Pavón, Navarro dirigió sus fuerzas federales a la invasión de Santiago del Estero, obligando a Taboada a evacuar la capital. Pero entonces llegó la noticia del avance de Mitre: la retirada de Urquiza había transformado la victoria de Pavón en derrota. Navarro retrocedió rápidamente hacia Catamarca.
Taboada se lanzó hacia Tucumán, donde venció a Gutiérrez en la batalla del Seibal, el 17 de diciembre y puso en el gobierno a Del Campo. Los federales de Catamarca llamaron en su auxilio al comandante del ejército riojano, el "Chacho", general Ángel Vicente Peñaloza. Este se instaló en Catamarca y se ofreció como mediador entre ambos bandos, cosa que Antonino Taboada aceptó, mientras comunicaba a Mitre que lo hacía sólo para ganar tiempo, porque estaba decidido a expulsar a los federales de todas las provincias. En efecto, en cuanto pudo reunir fuerzas suficientes, ayudó a Del Campo a invadir Salta, provocando la renuncia del gobernador federal José María Todd. A continuación atacó a Peñaloza, derrotándolo el 10 de febrero en la batalla del Río Colorado, al sur de la provincia de Tucumán.
Enseguida envió a Anselmo Rojo a Catamarca, donde obligó al gobernador federal a renunciar, y colocó en su lugar a Moisés Omill.

### Primera guerra contra el Chacho
Peñaloza regresó a La Rioja, donde el gobernador Domingo Antonio Villafañe, hechura suya, decidió hacer las paces con los porteños. Denunció al Chacho, y le exigió que le entregara el ejército provincial; simultáneamente entraban en la provincia los coroneles Ignacio Rivas, Ambrosio Sandes y José Miguel Arredondo. Ante el ataque general a su provincia, Peñaloza, con más criterio que su gobernador, decidió no entregar desarmada la provincia: se preparó a repeler la invasión.

Ser porteño es ser ciudadano exclusivista, y ser provinciano es ser mendigo sin patria.
Ángel Vicente Peñaloza

Se retiró a los Llanos –el sur de la provincia– pero fue alcanzado y derrotado por la eficaz caballería de Sandes en Aguadita de los Valdeses y en Salinas de Moreno. Por orden de Sarmiento, Sandes ejecutó a todos los oficiales prisioneros; en los meses siguiente repetiría esas ejecuciones, pero sumándoles un generoso repertorio de atroces torturas.
Los llaneros se movían con rapidez, pero eran repetidamente derrotados: Carlos Ángel ocupó brevemente la capital provincial, pero fue derrotado en Represa de Vargas. Unos días más tarde, el Chacho logró vencer al coronel Ortiz en Casas Viejas, lo que le dio unas semanas de respiro.
Peñaloza aprovechó su pasajera posición ventajosa y avanzó sobre San Luis, unió sus fuerzas a las de los caudillos puntanos Juan Gregorio Puebla y Fructuoso Ontiveros, y puso sitio a la ciudad. El gobernador unitario Juan Barbeito se vio obligado a firmar una tregua, por la cual Peñaloza se retiró a cambio de garantías.
Pero los demás jefes unitarios no respetaron el convenio: lo derrotaron en San Isidro y Los Gigantes. De todos modos, Carlos Ángel volvió a ocupar La Rioja, y los porteños se vieron obligados a iniciar tratativas de paz.
A fines de mayo, finalmente, se firmó el Tratado de La Banderita –cerca de Tama– por el que se negoció la paz a cambio de la sumisión del Chacho y de sus hombres al presidente Mitre y al gobernador riojano, la entrega de parte de las armas federales a los jefes unitarios y una amnistía para todos los montoneros. El mismo Peñaloza logró cobrar, por poco tiempo, su sueldo de general.
Terminada la firma de los tratados, el Chacho entregó los prisioneros que tenía en su poder; sus enemigos no pudieron hacer lo mismo, porque los habían ejecutado a todos. Lo que originó la conocida fase del Chacho "y los míos, ¿dónde están?"
El general se retiró a su casa de Huaja, en los Llanos, y se mantuvo en contacto con sus oficiales. Estos le informaron que los gobernadores de San Juan, San Luis y La Rioja no cumplían con lo pactado.

### Segunda guerra contra el Chacho
Al término de la guerra, fue elegido gobernador Francisco Solano Gómez, de antecedentes unitarios, pero que no tenía fuerzas para enfrentar al gobierno nacional. Estaba rodeado de los amigos del caudillo, e incluso se vio obligado a nombrar comandante de armas y jefe de policía a Felipe Varela. Por exigencia de los jefes militares, demandó a Peñaloza que reuniera las armas que habían quedado en poder de los montoneros y se las entregara. El Chacho las reunió, pero las retuvo en su poder.
Los gobiernos vecinos aumentaron su hostilidad hacia los montoneros, y comenzaron a ejecutar a los que atrapaban, considerándolos bandoleros.
El Chacho se quejó varias veces al presidente Mitre y a Sarmiento, pero no obtuvo respuesta. La provincia estaba arruinada y el hambre arrasaba la población, situación que se repetía en las provincias vecinas.
Finalmente, hartos de ser perseguidos, los federales de San Luis se alzaron en armas, y operaron en la región limítrofe con Córdoba, para dificultar la persecución. El gobierno puntano denunció que Peñaloza había violado la paz. Este, por su parte, consideraba que los gobiernos de San Luis y San Juan eran quienes habían roto el acuerdo. También Varela atacó en Catamarca, y el coronel Clavero invadió Mendoza. Unos cuantos preparativos militares de los federales decidieron a Gómez a renunciar. En su lugar fue elegido Juan Bernardo Carrizo, un oficial de las fuerzas del Chacho, hermano del presidente de la legislatura.
A fines de marzo, el Chacho lanzó una proclama en los Llanos: 

"Los pueblos todos, cansados ya de una dominación despótica y arbitraria, se levantar para arrojar a esos gobiernos tiranos que les han sido impuestos".

 En carta a Mitre, le decía, 

"los gobernadores de estos pueblos, convertidos en verdugos de las provincias... destierran y mandan matar sin forma de juicio a ciudadanos respetables sin más crimen que haber pertenecido al partido federal... Los hombres todos, no teniendo ya más que perder que sus existencia, quieren sacrificarla más bien en el campo de batalla."

El llamado a la lucha se hacía en nombre de Urquiza, con cuya ayuda contaban. Pero don Justo se limitó a callar en público y condenar en privado esas rebeliones.
Las primeras batallas fueron victorias unitarias, en San Luis y Catamarca. El caudillo unitario de Santiago del Estero, Manuel Taboada, invadió La Rioja y expulsó a Carrizo, derrotando a continuación a Peñaloza en Mal Paso.
El presidente nombró "director de la guerra" a Sarmiento, que desplazó a Taboada del mando militar, nombrando en su lugar a Rojo, y después a Arredondo; este hizo elegir gobernador a Bustos. Además, Sarmiento lanzó una proclama al pueblo de La Rioja, ordenándole reconocer a las autoridades que él nombrara y llamaba al Chacho ignorante, bandolero, estúpido y ebrio. Y a sus oficiales, les dio instrucciones bien claras: 

"No economice sangre de gauchos, eso es lo único que tienen de humano."

Por su parte, Mitre descubrió que los revolucionarios no eran legalmente enemigos: 

"Quiero hacer en La Rioja una guerra de policía. Declarando ladrones a los montoneros, sin hacerles el honor de partidarios políticos, lo que hay que hacer es muy sencillo."

 Quedaban fuera de la ley, y por consiguiente se los podía matar en cuanto se los capturaba. Cabe recordar que, cuando Mitre y Sarmiento habían sido insurgentes, clamaron por los derechos de los vencidos.
En mayo, las fuerzas del Chacho fueron destrozadas en Lomas Blancas por Sandes; este fusiló a los oficiales prisioneros, incluyendo al exgobernador "Berna" Carrizo.
El Chacho se trasladó hacia el este y entró en Córdoba: las tropas de línea salieron a su encuentro, pero los riojanos los esquivaron y avanzaron sobre la capital; allí, el mayor Simón Luengo derrocó al gobernador unitario Posse y nombró en su lugar a Pío Achával. El Chacho entró en la ciudad, recibido en triunfo por los federales.
A su encuentro marchó el general Wenceslao Paunero, al frente de todos los cuerpos que habían ido a invadir La Rioja. Para evitarle a la ciudad un combate en las calles, y repitiendo la actitud que había tenido 32 años antes Facundo Quiroga, Peñaloza salió a enfrentarlo en campo abierto: fue derrotado completamente el 20 de junio en la batalla de Las Playas. Nuevamente, todos los oficiales prisioneros fueron fusilados, y muchos soldados sufrieron muertes más atroces, con azotes, "cepo colombiano" y otras formas de tortura.
El caudillo huyó a los Llanos, de allí al norte, al límite con Catamarca, que recorrió hasta la Cordillera; pero en vez de pasar a Chile, como todos sus enemigos creían, bajó hacia el sur, recorrió el límite con San Juan y volvió a los Llanos. Los enemigos, extraviados y con sus caballos destruidos, no se atrevieron a ir a buscarlo. Él les ofreció un armisticio y el sometimiento, pero Paunero le exigió que se exiliara; no hubo acuerdo.
Hizo un intento más: atacó Caucete, muy cerca de la ciudad de San Juan, que acababa de ser desocupada por el coronel Pablo Irrazábal. Este recibió a tiempo el llamado de Sarmiento, regresó y lo derrotó el 30 de octubre. Huyó con unos pocos hombres, y perdió la mayor parte de ellos en una última derrota, en el Bajo de los Gigantes, frente a Arredondo.
Con apenas 6 hombres y su mujer, llegó a Olta, alojándose en casa de un amigo. La guerra había terminado.
Irrazábal había salido en búsqueda de Peñaloza; su avanzada, al mando de un pariente del Chacho, lo alcanzó y le intimó rendición. El Chacho se entregó mansamente. Poco después llegó Irrazábal, que apenas lo vio lo atravesó con su lanza, e hizo que sus soldados lo acribillaran a balazos. Después ordenó que le cortaran la cabeza y la clavaran en la punta de un poste en la plaza de Olta. A la cabeza le faltaba una oreja que, por mucho tiempo presidió las reuniones de la clase "civilizada" de San Juan. Su esposa fue obligada a barrer la plaza de San Juan, atada con cadenas.
Al conocer la noticia, Sarmiento exclamó: 

"He aplaudido la medida precisamente por su forma."

 Algunos intelectuales como José Hernández u Olegario Víctor Andrade rescataron su figura, pero Sarmiento le dedicó un libro lleno de invectivas.

### Después del Chacho
Tras la muerte del Chacho Peñaloza, las provincias cuyanas fueron pacificadas a la fuerza, y sus habitantes se resignaron a vivir dominados por los porteños y sus aliados a cambio de paz.
En San Luis, los hermanos Ontiveros ya habían sido vencidos: uno de ellos fue muerto en combate, y el otro se refugió en las tolderías de los ranqueles; nunca más se supo de él. El último caudillo puntano, Juan Gregorio Puebla, se unió a los ranqueles y atacó, sucesivamente, Chaján, en Córdoba, y Villa Mercedes (San Luis), siendo derrotado en ambos combates y muerto en el segundo, por un certero disparo del comerciante francés Santiago Betbeder.
En La Rioja, un breve gobierno de Manuel Vicente Bustos no trajo la tranquilidad completa: al primer amago de insurrección federal, Arredondo ocupó la capital. Bustos se negó a gobernar en esas condiciones y renunció, por lo que el jefe uruguayo hizo elegir gobernador al coronel porteño Julio Campos, sin relaciones en la provincia, cuya autoridad residía solamente en las armas. No obstante, logró llevar adelante un gobierno relativamente estable; sus relaciones en Buenos Aires le aseguraron cuantiosos subsidios del gobierno nacional.
No obstante, algunos caudillos menores se mantuvieron en rebeldía. Aurelio Zalazar atacó la ciudad en julio de 1865, pero fue derrotado en el combate de Pango.

## Consecuencias
El largo enfrentamiento entre la Confederación y el Estado de Buenos Aires terminó con la aplastante victoria de este último. Los federales lograron conservar, al menos, la Constitución federal del 53, por la cual el país se gobernaría hasta los golpes militares del siglo XX.
No obstante, quedaron dos problemas esenciales sin resolver: la coexistencia del partido liberal –heredero directo del unitario– con los restos del partido federal, cada uno de los cuales suponía como razón de su existencia el aniquilamiento del otro. Y, por otro lado, la residencia de las autoridades nacionales en la ciudad de Buenos Aires, un territorio controlado por el gobierno porteño, que imponía así una dependencia anormal del país respecto de una provincia. Los siguientes dos períodos de las guerras civiles llevarían a la resolución de ambos problemas: la disolución del Partido Federal sin hegemonía liberal, y la solución de la «cuestión capital».